# Edgar Bergen
Edgar John Bergen (16 de febrero de 1903-30 de septiembre de 1978) fue un actor, ventrílocuo y titiritero estadounidense de origen sueco y padre de la actriz Candice Bergen.

## Biografía

### Primeros años
Su verdadero nombre era Edgar John Berggren , y nació en Chicago, Illinois, en una familia de origen sueco. Creció en Decatur, Míchigan, y aprendió él mismo ventriloquia cuando tenía 11 años. Pocos años después pidió a un carpintero de Chicago que fabricara la figura de un pícaro vendedor de periódicos irlandés; el resultado fue Charlie McCarthy, que se convirtió en el compañero vitalicio de los espectáculos de Bergen. A los 16 años de edad fue a Chicago, donde estudió en la Lake View High School y trabajó en una sala de cine mudo.

### Radio
Sus primeras actuaciones fueron en el vodevil, y en ese momento cambió su apellido por el artístico, más fácil de pronunciar, "Bergen". También trabajó en cortos del cine mudo, pero su verdadero éxito llegó con la radio. Él y Charlie fueron vistos en una fiesta en Nueva York, y se recomendó su actuación en el famoso Rainbow Room. Fue allí donde dos productores vieron actuar a Bergen y Charlie, tras lo cual le propusieron actuar como artista invitado en el programa de Rudy Vallee. La actuación tuvo tanto éxito que al año siguiente tenían su propio show. Con diferentes patrocinadores, estuvieron en antena desde el 17 de diciembre de 1937 hasta el 1 de julio de 1956. La popularidad de un ventrílocuo en la radio, sin ver el público el muñeco y la habilidad del artista, sorprendió a gran parte de la crítica. Aun sabiendo que Bergen proveía la voz, los oyentes percibían a Charlie como una persona genuina. 
Para el programa radiofónico Bergen creó otros personajes, destacando los de Mortimer Snerd y Effie Klinker. La estrella, sin embargo, era Charlie, al que siempre presentaba como un chico precoz, vestido con chistera, capa y monóculo.

### Otros medios
Además de su trabajo como ventrílocuo, Bergen fue también actor y dibujante de cómic. Actuó en I Remember Mama (1948), en Captain China (1949), y Don't Make Waves (1967). Fue el creador del cómic Mortimer & Charlie, publicado en 1939.

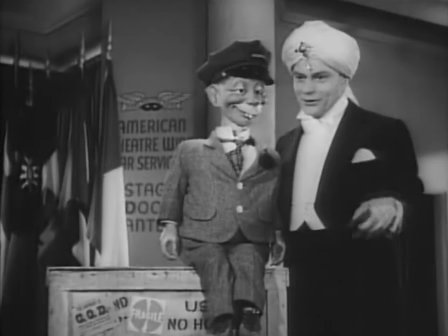
Escena de Stage Door Canteen (1943).

Bergen y su alter ego McCarthy actuaron juntos en varios filmes, incluyendo el título en Technicolor The Goldwyn Follies (1938), con los Hermanos Ritz. Ese año también intervinieron en You Can't Cheat an Honest Man con W. C. Fields. En lo más alto de su popularidad en 1938, Bergen recibió un Óscar honorífico (fue una estatuilla de madera) por su creación de Charlie McCarthy.
Entre otros trabajos cinematográficos se incluyen Look Who's Laughing (1941) y Here We Go Again (1942), ambos con Fibber McGee y Molly. Posteriormente Bergen y McCarthy actuaron en Las aventuras de Bongo, Mickey y las judías mágicas (1947), y mucho más tarde en The Muppet Movie (1979). Bergen falleció poco después de terminar el último film, por lo que le fue dedicado.
Aunque su serie nunca llegó a pasar a la televisión, Bergen hizo numerosas actuaciones en el medio a lo largo de su carrera. En un especial del Día de acción de gracias patrocinado por Coca-Cola en 1950, fue presentado el nuevo personaje Podine Puffington. Bergen también presentó el show televisivo Who Do You Trust? en 1956, siendo reemplazado posteriormente por Johnny Carson. Bergen siguió actuando con regularidad en la televisión en la década de 1960. Por ejemplo, hizo un número en What's My Line? mystery guests en la cadena CBS. Además, Bergen actuó como el abuelo Walton en la película de Los Waltons The Homecoming: A Christmas Story (1971). En posteriores filmes el papel lo hizo Will Geer.

## Familia

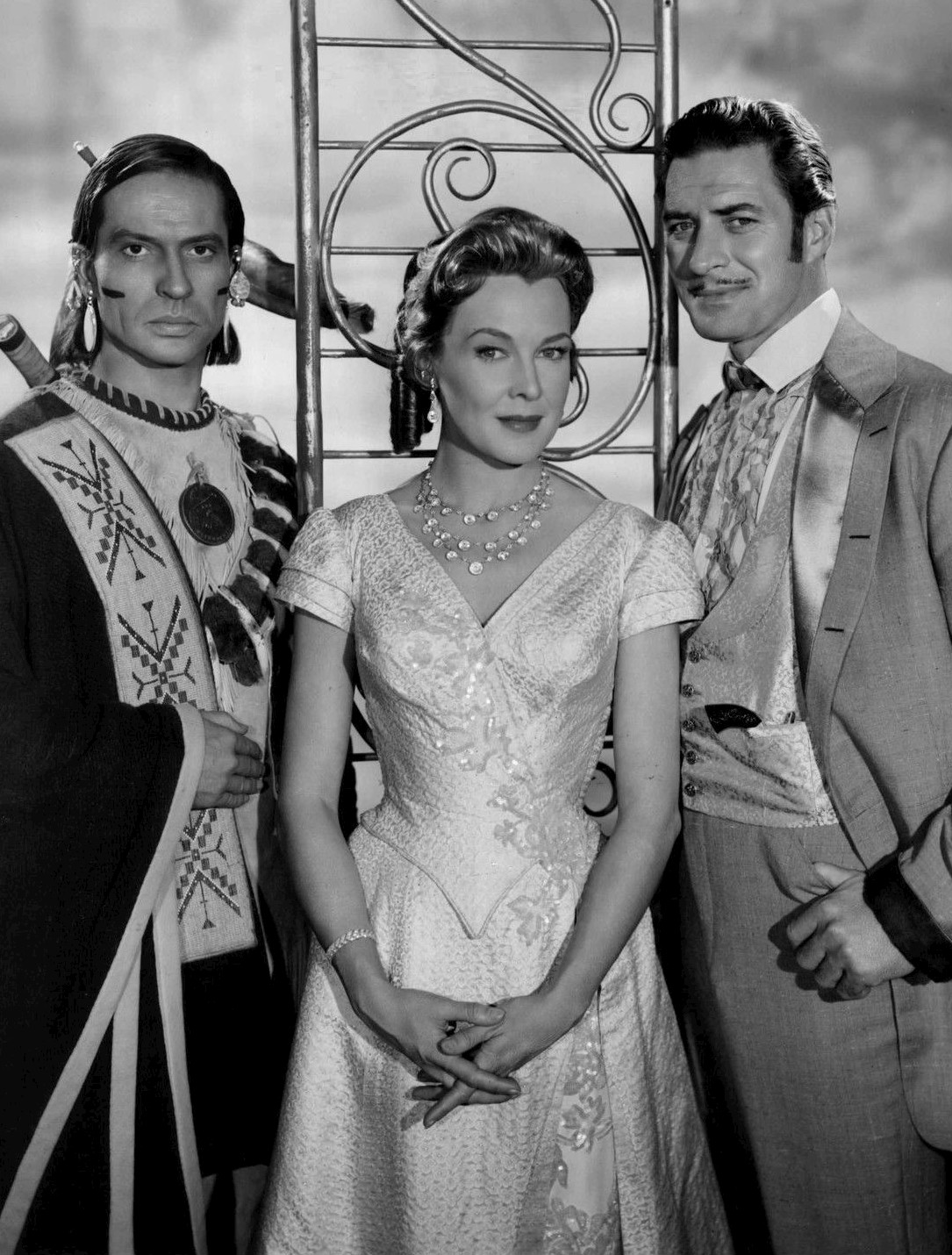
Foto de los protagonistas de la serie de televisión Yancy Derringer. De izquierda a derecha: X. Brands (Pahoo-Ka-Ta-Wah), Frances Bergen (Madame Francine) y Jock Mahoney (Yancy Derringer).

En 1941, Edgar Bergen conoció a Frances Westerman en un programa de radio en el que ella formaba parte de la audiencia. Se casaron en San Luis Potosí el 28 de junio de 1945, permaneciendo unidos hasta la muerte de Bergen en 1978. Fueron los padres de la actriz Candice Bergen, cuyas primeras actuaciones tuvieron lugar en el programa de radio de su padre, y del editor cinematográfico y televisivo Kris Bergen.

### Fallecimiento
Edgar Bergen falleció en 1978 en Las Vegas, Nevada, en el Hotel Caesar's Palace, a causa de una enfermedad renal. La muerte le sorprendió pocos días antes de celebrar su retirada del mundo del espectáculo. Fue enterrado en el Cementerio Inglewood Park de Inglewood (California).

## Audio
- Programa radiofónico de Edgar Bergen y Charlie McCarthy (24 episodios)
- OTR Network Library: "Edgar Bergen y Charlie McCarthy (seis episodios)

## Premios y distinciones
Premios Óscar
| Año  | Categoría        | Película | Resultado |
| ---- | ---------------- | -------- | --------- |
| 1938 | Óscar honorífico | -        | Ganador   |